# Давід Каядо Діаш
Давід Каяду Діаш (порт. David Caiado Dias, нар. 2 травня 1987, Люксембург) — португальський футболіст, півзахисник. По своєму місцю народження має також громадянство Люксембургу. Відомий за виступами у низці португальських клубів, кіпрського «Олімпіакоса» та болгарського клубу «Берое», у складі якого став володарем Кубку та Суперкубку Болгарії. З 2022 року є гравцем португальського клубу «Академіка» (Коїмбра). В Україні відомий насамперед за виступами у складі сімферопольської «Таврії» і харківського «Металіста».

## Клубна кар'єра
Давід Каяду народився 2 травня 1987 року в місті Люксембург — столиці однойменної держави, де на той час проживали його батьки. Після повернення на історичну батьківщину Давід Каяду розпочав заняття у футбольній школі клубу «Академіка» (Коїмбра), а з 2001 року отримав запрошення до заняття у молодіжній команді значно іменитішого лісабонського «Спортінга». Молодий футболіст швидко звернув на себе увагу тренерів основного складу лісабонської команди, а португальські журналісти писали, що він замінить у клубі самого Кріштіану Роналду. Але за «Спортінг» у Прімейрі Каяду зіграв лише один раз, замінивши Родріго Тельйо у матчі з одноклубниками із Браги. Далі були часті травми, і у підсумку Кріштіану Роналду замінив Нані, а Давід Каяду був відданий в оренду до клубу другого португальського дивізіону «Ештуріл-Прая», де також зазнав серйозної травми. У сезоні 2008—2009 років Давід Каяду рік захищав кольори іншого клубу другого португальського дивізіону — «Трофенсе».
29 червня 2009 року Давид Каяду за 50 тисяч євро був відданий в оренду до клубу польської Екстракляси «Заглемб'є» (Любін). Але у польському клубі футболіст надовго не затримався, зігравши лише 9 матчів у чемпіонаті Польщі, та повернувся на батьківщину.
Не знайшовши варіантів продовження кар'єри на батьківщині, Давід Каяду переїхав у чемпіонат Кіпру до клубу «Олімпіакос» із столиці острова — Нікосії. За півтора року, проведеному на острові, Каяду провів за місцевий клуб 37 матчів у чемпіонаті Кіпру та забив 3 м'ячі.
Після завершення контракту із кіпрським клубом Давід Каяду у грудні 2011 року переїхав до Болгарії у клуб «Бероє» із Старої Загори. За майже дворічне перебування у Болгарії португальський хавбек зіграв 59 матчів та забив 17 м'ячів у болгарській першості. У складі «Бероє» Давід Каяду став також володарем Кубку та Суперкубку Болгарії у сезоні 2012—2013 років.
У лютому 2014 року Давід Каяду вперше приїхав до України, та уклав півторарічний контракт із сімферопольською «Таврія». Але доля футболіста розпорядилась так, що у зв'язку з окупацією Криму Росією та фінансовими проблемами у клубі «Таврія» у травні 2014 року припинила участь в українській першості, а Каяду вимушений був повертатися на батьківщину, де уклав контракт із «Віторією» із Гімарайнша.
Після піврічних виступів на батьківщині Каяду вдруге повертається до української першості, та в лютому 2015 року укладає контракт із харківським «Металістом». Але фінансові труднощі дістались і до харківського клубу, який покинули спочатку провідні українські гравці, а пізніше й усі легіонери клубу. 11 липня 2015 року Давид Каяду офіційно покинув «Металіст» як вільний агент, а вже на початку серпня португалець уклав контракт з іспанським клубом «Понферрадіна», який виступає у Сегунді. За іспанський клуб відіграв натепер 50 матчів у Сегунді, у яких відзначився 4 забитими м'ячами. У лютому 2016 року з'явились чутки, що Давідом Каяду цікавився дніпропетровський «Дніпро», але підтвердження вони не знайшли. На початку 2018 року Давід Каядо Діаш став гравцем клубу румунського вищого дивізіону «Газ Метан». З 2019 року футболіст перейшов до іншого румунського клубу «Германнштадт». У 2020 році нетривалий час знаходився в оренді в клубі ФКСБ. 20 січня 2021 року Давід Каядо Діаш повернувся на батьківщину, де уклав контракт із клубом «Пенафієл». З 2022 року Каядо Діаш грає в португальському клубі «Академіка» (Коїмбра).

## Виступи за збірну
Давід Каяду, який за своїм місцем народження має подвійне громадянство — Португалії та Люксембургу, обрав ще в юнацькому віці виступи у барвах збірної Португалії. У 2003 році Каяду зіграв 3 матчі за збірну Португалії з футболу віком футболістів до 16 років, а у 2006 році — 2 матчі у збірній Португалії віком до 19 років. Також Давід Каяду у 2006—2007 роках зіграв 2 матчі за футбольну збірну віком до 20 років, після чого до матчів збірних не залучався.

## Титули і досягнення
- Володар Кубку Болгарії (1):

«Бероє» : 2012-13
- Володар Суперкубку Болгарії (1):

«Бероє» : 2013